# Йоан II Комнин
Йоан II Комнин (на гръцки: Ἰωάννης Β' Κομνηνός; * 13 септември 1087, Константинопол; † 7 април или 8 април 1143, Тавър) е византийски император (1118 – 1143) от династията на Комнините.
Той става един от най-популярните сред поданиците си императори, заради което е познат и като Калойоанис (хубавият, добрият Йоан). Запомнен е като милостив, мъдър и морален владетел, който не наказва никого със смърт или осакатяване. В личния си живот се отличава със скромност и липса на интерес към лукса и разкоша. Има отлична военна подготовка и умения като пълководец, често предвожда армията в постоянните кампании срещу външните врагове.

## Произход и възкачване на престола
Син е на император Алексий I Комнин и Ирина Дукина.
Въпреки че още от 1092 г. Йоан е обявен за престолонаследник от баща си, неговата сестра Анна Комнина има амбицията да наследи баща си или да постави на трона съпруга си Никифор Вриений. След като Алексий I умира, нейния заговор е разкрит и Йоан се възкачва на византийския престол, подкрепен от войските и народа.

## Управление
При Йоан II Комнин Византийската империя отново се намира в икономически, военно-политически и културен разцвет. Той подобрява ефективността на войската и води активна експанзионистична политика.
През 1119 – 1121 г. Йоан II Комнин провежда първия си военен поход, с който осуетява опита на селджукския Иконийски султанат да възвърне югозападна Мала Азия под своя власт. Скоро след това удържа решителна победа над нахлулите в Тракия печенеги (Битка при Бероя, 1122), с което слага край на тяхната история като самостоятелен народ.
Заради слабостите на византийския флот, империята претърпява поражение в конфликта с Венецианската република. През 1122 г., в отговор на лишаването на венецианските търговци от някои привилегии, венецианският флот започва военни действия срещу островните и крайбрежните територии на Византия. През 1126 г. Йоан Комнин е принуден да възстанови търговските привилегии на венецианците. Това е една от причините императорът да започне реформи и във флота.
Йоан II Комнин се намесва в политическите междуособици в Унгарското кралство като дава убежище на един от изгонените претенденти за трона. Това предизвиква война с унгарците, които са подпомагани от сърбите (ок. 1125 до 1129 г.), но императора защитава Балканските земи от техните нападения и принуждава Сърбия да потвърди васалната си зависимост от Византия.
През 1130 – 1135 г. Йоан II води войни срещу тюркската династия на Данишмендите в централна източна Анадола, където отвоюва някои земи изгубени вследствие на битката при Манцикерт преди повече от половин век.
Важен момент в управлението на Йоан II Комнин е сключеният през 1135 г. съюз с германските императори на Свещената Римска империя, насочен против норманското Сицилианско кралство в Южна Италия.
В 1137 – 8 г. побеждава и присъединява Арменското царство Киликия, чиито владетели се опитват да водят независима политика. Походите на Йоан II Комнин продължават на югоизток към кръстоносните държави и през 1137 – 8 г. той принуждава владетелите на Антиохийското княжество, Графство Едеса и Графство Триполи да потвърдят васалната си клетва към него (впоследствие става само формална). Кръстоносните феодали обаче следват личните си интереси и не оказват достатъчно подкрепа на императора, когато той се опитва да мине в настъпление срещу мюсюлманските емири в Сирия. Въпреки първоначалните успехи, през 1139 г. Йоан II се оттегля без да осъществи напълно амбициите си, тъй като се налага отново да защити малоазийските земи от нови тюркски нападения.
През 1142 г. Йоан II Комнин намира повод за втори поход към Антиохия с цел да получи реален контрол над княжеството, но внезапната му смърт не позволява този план да се реализира.
Йоан II загива в резултат на нещастен случай по време на разходка, ранен от отровна стрела, предназначена за лов. Това се случва в планината Тавър, Киликия. Мануил I Комнин, който е посочен от него за наследник на трона след смъртта на по-големите му синове Алексий и Андроник, поема властта. Исак, въпреки че е по-възрастен от Мануил, умишлено бива прескочен при предаването на властта по старшинство.

## Семейство
Oт 1104 г. е женен за унгарската принцеса Ирина (Пирошка Арпад), дъщеря на Ласло I, крал на Унгария (1077 – 1095). Йоан II и Ирина имат 8 деца:
1. Алексий Комнин (* февруари 1106; † лятото 1142), съимператор от 1122 до 1142
2. Мария Комнина(* февруари 1106; † 1143/55; близначка на Алексий), омъжва се за Йоан Рогерий Даласин, „Кесар“, 1143 претендент за трона, 1152 дук на Струмица, † като вдовец и монах
3. Андроник Комнин († 1142)
4. Ана Комнина (* 1110), омъжва се за Стефан Контостефан († 1149)
5. Исаак (* 1115; † 1154/74), „Севастократор“
6. Теодора Комнина (* 1116; † като вдовица и монахиня 12 май 1157), омъжва се за Мануил Анема († 1146/47), „Панхиперпротосевастохипертатос“
7. Евдокия Комнина (* 1119), омъжва се за Теодор Ватаций, военачалник, „Севастохипертатос“, Dux на Киликия
8. Мануил I Комнин (* 15 август 1118; † 24 септември 1180), византийски император (1143 – 1180), 1122 „Сервастократор“